# Lawson P. Ramage

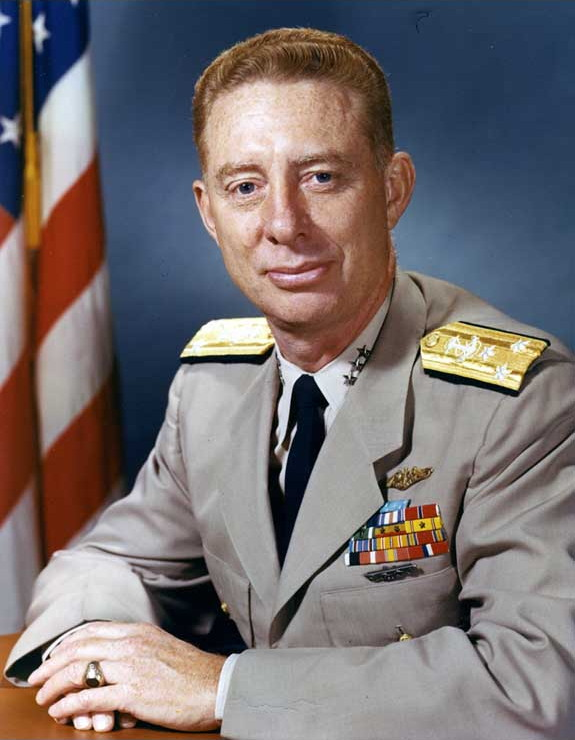
Vizeadmiral Lawson P. Ramage

Lawson Paterson „Red“ Ramage (* 19. Januar 1909 in Monroe Bridge, Massachusetts; † 15. April 1990 in Bethesda, Maryland) war ein US-amerikanischer Vizeadmiral der US Navy, der unter anderem Kommandeur des Militärischen Seetransportdienstes war und für seinen auffallenden Heldenmut als erster lebender U-Boot-Kommandant mit der Medal of Honor ausgezeichnet wurde, der höchsten militärischen Auszeichnung der US-amerikanischen Regierung.

## Leben

### Ausbildung und Verwendung als Marineoffizier
Ramage trat nach dem Schulbesuch in die US Navy ein und absolvierte die US Naval Academy in Annapolis, die er 1931 abschloss. Im Anschluss fand er zunächst bis 1935 Verwendung als Marineoffizier auf verschiedenen Schiffen und war unter anderem Navigationsoffizier auf der Dickerson, ein Zerstörer der Wickes-Klasse, dann als Ingenieuroffizier auf dem zur Clemson-Klasse gehörenden Zerstörer Lawrence sowie zuletzt als Funkoffizier auf dem Schweren Kreuzer Louisville. Am 2. November 1935 heiratete er Barbara Alice Pine, die Tochter des Vizeadmirals der US Coast Guard, James Pine.
Danach fand Ramage insbesondere Verwendung im Bereich der U-Boot-Verbände und wurde im Januar 1936 als Leutnant zur See auf das zur S-Klasse gehörende U-Boot S-29 versetzt. Nach einem darauf folgenden postgradualen Studium an der Naval Postgraduate School (NPS) in Annapolis wurde er im September 1939 Erster Offizier (Executive Officer) des zur Clemson-Klasse gehörenden Zerstörer Sands und blieb in dieser Verwendung bis Februar 1941, als er als Kommunikations- und Ortungsoffizier zum Stab des Kommandeurs der U-Boot-Verbände der US-Pazifikflotte USPACFLT (United States Pacific Fleet) in Pearl Harbor stieß.

### Zweiter Weltkrieg

#### Kommandant der USS Trout und Verleihung des Navy Cross
Nach dem Angriff der Kaiserlich Japanischen Marineluftstreitkräfte auf die in Pearl Harbor auf Hawaii vor Anker liegende US-Pazifikflotte am 7. Dezember 1941 und dem damit verbundenen Eintritt der Vereinigten Staaten in den Zweiten Weltkrieg am 8. Dezember 1941 wurde Ramage im Frühjahr 1942 Navigationsoffizier des zur Tambor-Klasse gehörenden U-Bootes USS Grenadier, mit der er mehrere Patrouillenfahrten unternahm und für seine dortigen Verdienste mit dem Silver Star ausgezeichnet wurde.
Im Juni 1942 übernahm er als Lieutenant Commander sein erstes Kommando, und zwar über das ebenfalls zur Tambor-Klasse gehörende U-Boot USS Trout. In dieser Zeit unternahm er unter anderem während der Schlacht um Midway im Juni 1942 vier Patrouillenfahrten, bei denen drei Schiffe der Kaiserlich Japanischen Marine versenkt wurden. Bei einer weiteren Patrouillenfahrt am 28. August 1942 gelang es ihm, mit einem Torpedo den japanischen Geleitflugzeugträger Taiyō zu treffen.
Vor seiner zweiten Patrouillenfahrt am 12. November 1942 wurde Ramage zum Fregattenkapitän befördert und unternahm einen Angriff auf das japanische später aufgegebenen Kriegsschiff Kirishima, wenngleich die fünf Torpedos das Schiff verfehlten. Während der nächsten Patrouillenfahrt gelangen ihm Beschädigungen der Kyokuyo Maru und der Nisshin Maru sowie das Versenken der Hirotama Maru. Auf der letzten Patrouillenfahrt im März 1943 gelang ihm kein Treffer. Für seine außerordentliche Tapferkeit als Commanding Officer der USS Trout wurde ihm erstmals das Navy Cross verliehen, die höchste Auszeichnung, die vom US-Marineministerium US Department of the Navy vergeben wird.

#### Kommandant der USS Parche und Verleihung der Medal of Honor
Im März 1943 wurde Commander Ramage Kommandant des zur Balao-Klasse gehörenden neugebauten U-Bootes USS Parche, die er im November 1943 auf der Portsmouth Naval Shipyard in Kitery übernahm, um zur US-Pazifikflotte nach Pearl Harbor zu fahren. Im März 1944 unternahm er seine erste Patrouillenfahrt auf diesem Schiff, wobei es ihm in der Rudeltaktik zusammen mit der USS Bang sowie USS Tinosa gelang, sieben feindliche Schiffe mit 35.000 Bruttoregistertonnen zu vernichten, von denen ihm 11.500 Bruttoregistertonnen zugesprochen wurden.
Bei der ebenfalls in der Rudeltaktik durchgeführten zweiten Patrouillenfahrt gelang es ihm, zwei feindliche Schiffe zu versenken und drei weitere erheblich zu beschädigen. Hierfür wurde ihm für seinen auffallenden Heldenmut als erstem lebenden U-Boot-Kommandant die Medal of Honor verliehen, die höchste militärische Auszeichnung der US-Regierung, die ihm am 10. Januar 1945 offiziell durch US-Präsident Franklin D. Roosevelt vergeben wurde. Während der dritten Patrouillenfahrt gelang ihm kein Treffer auf feindliche Schiffe. Für seine Verdienste als Kommandant der USS Parche wurde ihm ferner das zweite Navy Cross verliehen. Darüber hinaus wurde der USS Parche eine Presidential Unit Citation zugesprochen.

### Nachkriegszeit und Aufstieg zum Vizeadmiral
Nach Kriegsende blieb der wegen seiner roten Haaren „Red“ genannte Ramage den U-Boot-Verbänden verbunden und war zunächst Kommandeur der U-Boot-Division 25 und im Anschluss Kommandeur des U-Boot-Geschwaders 6, ehe er zwischen 1953 und 1954 Commanding Officer des zur Tolland-Klasse gehörenden amphibischen Transportschiffs Rankin war. Zwischenzeitlich besuchte er weitere Studiengänge am Armed Forces Staff College sowie am Naval War College in Newport. Daneben war er mehrmals Sonderassistent im Büro des Chief of Naval Operations.
Im Juli 1956 wurde Ramage zum Konteradmiral befördert und fand als solcher Verwendung als Direktor der Abteilung für U-Boot-Abwehr und U-Boot-Kriegsführung im Büro des Chief of Naval Operations sowie im Anschluss als Kommandeur der Kreuzerdivision 2. 1960 wurde er Assistant Chief of Naval Operations. Daraufhin wurde er im August 1962 stellvertretender Kommandeur der U-Boot-Verbände der US Atlantic Fleet und leitete in dieser Funktion die Suchoperationen nach dem zur gleichnamigen Thresher-Klasse gehörenden Atom-U-Bootes Thresher, das am 10. April 1963 etwa 350 Kilometer vor Cape Cod an der Ostküste der Vereinigten Staaten bei Tauchtests verloren gegangen war, wobei 129 Menschen umkamen.
Im Juli 1963 erfolgte die Beförderung von Ramage zum Vizeadmiral und die Verwendung als stellvertretender Chief of Naval Operations für Flottenoperationen und Einsatzbereitschaft. Im Anschluss war er als Nachfolger von Vizeadmiral Ephraim P. Holmes von 1964 bis August 1966 während der frühen Phase des Vietnamkrieges Befehlshaber der 1. US-Flotte. Für seine außergewöhnlichen Verdienste um den Vietnamkrieg wurde ihm die Navy Distinguished Service Medal verliehen. Im August 1966 wurde er stellvertretender Oberbefehlshaber und Chef des Stabes der US-Pazifikflotte.
Zuletzt wurde Vizeadmiral Ramage im März 1967 Kommandeur des Militärischen Seetransportdienstes (Military Sea Transportation Service) wurde. Er bekleidete diese Funktion bis zu seiner Versetzung in den Ruhestand am 1. April 1970. Sein Nachfolger wurde Vizeadmiral Arthur R. Gralla.
Ramage, der an den Folgen einer Krebserkrankung starb, wurde nach seinem Tod auf dem Nationalfriedhof Arlington beigesetzt. Ihm zu Ehren wurde am 1. Februar 1994 der zur Arleigh-Burke-Klasse gehörende Zerstörer Ramage getauft. Darüber hinaus trägt der Ramage Point in der Antarktis seinen Namen.

## Veröffentlichung
- The Military Sea Transportation Service. A Lecture devilvered at Naval War College, 6. February 1969, in: Naval War College Review, Mai 1969, S. 4–11